# Cincinnati Bengals 2000
La stagione 2000 dei Cincinnati Bengals è stata la 32ª della franchigia nella National Football League, la 34ª complessiva. Corey Dillon si classificò quinto nella NFL con 1.435 yard corse, un record di franchigia. Il 22 ottobre 2000 stabilì un altro primato del club correndo 278 yard in una partita. Dopo non avere segnato alcun punto in due delle prime tre gare, l'allenatore Bruce Coslet si dimise; fu sostituito dall'ex defensive back All-Pro dei Detroit Lions e coordinatore difensivo dei Bengals Dick LeBeau. Sotto la nuova gestione, Cincinnati perse le prime tre gare prima di battere i Denver Broncos il 22 ottobre nel nuovo Paul Brown Stadium. I Bengals batterono i Broncos 31–21 con il running back Corey Dillon che stabilì l'allora record NFL correndo 278 yard. I Bengals lo usarono come trampolino per vincere anche la successiva gara a Cleveland pur non avendo segnato alcun touchdown. L'attacco continuò a faticare sotto la guida del quarterback al secondo anno Akili Smith, che non riuscì ad adattarsi al gioco della NFL. Dillon concluse con un record di franchigia di 1.435 yard corse ma le difficoltà di Smith come quarterback titolare affossarono la squadra, che concluse con un record di 4-12.

## Roster
| Roster dei Cincinnati Bengals nel 2000 |
| --- |
| Quarterback - 4 Scott Covington - 19 Scott Mitchell - 11 Akili Smith Running Back - 28 Corey Dillon - 46 Clif Groce FB - 29 Curtis Keaton - 30 Nick Luchey FB - 24 Sirr Parker Wide Receiver - 85 LaVell Boyd - 81 Ron Dugans - 87 Damon Griffin - 83 Danny Farmer - 80 Peter Warrick - 84 Craig Yeast Tight End - 89 Marco Battaglia - 88 Steve Bush - 82 Tony McGee Offensive Linemen - 71 Willie Anderson T - 74 Rich Braham C - 63 Mike Goff G - 62 Brock Gutierrez C - -- Craig Heimburger G - 65 John Jackson T - 60 Rod Jones T - 72 Matt O'Dwyer G - 75 Jamain Stephens T Defensive Linemen - 90 Michael Bankston DE - 93 Tom Barndt DT - 96 Vaughn Booker DE - 92 John Copeland DE - 99 Oliver Gibson DT - 94 Jevon Langford DE - 70 Glen Steele DT Linebacker - 98 Canute Curtis OLB - 95 Steve Foley OLB - 52 Billy Granville ILB - 57 Adrian Ross OLB - 59 Armegis Spearman - 51 Takeo Spikes ILB - 55 Reinard Wilson OLB Defensive Back - 33 JoJuan Armour FS - 49 Robert Bean CB - 42 Chris Carter FS - 21 Tom Carter CB - 26 Cory Hall FS - 27 Artrell Hawkins CB - 34 Tremain Mack CB - 20 Mark Roman CB - 31 Darryl Williams FS Special Team - 13 Daniel Pope P - 5 Neil Rackers K - 48 Brad St. Louis LS Lista delle riserve - 25 Charles Fisher CB (PUP) - 22 Rodney Heath CB (IR) - 86 Darnay Scott WR (IR) - 56 Brian Simmons ILB (IR) Squadra di allenamento - 76 Mike Doughty T - 43 Kirk McMullen TE |
| Legenda - I rookie sono in corsivo. - Il primo ruolo è il principale mentre gli eventuali successivi indicano i ruoli secondari. - (IR) sta per Injured Reserve ed indica la lista ristretta per un solo giocatore infortunato che può tornare ad allenarsi dopo la settimana 6 e a rientrare in prima squadra dopo che questa ha giocato 8 partite. - (NF-Inj.) / (NF-Ill.) stanno rispettivamente per Non-Football Injured e Non-Football Illness ed indicano le liste dove viene inserito un giocatore che ha un infortunio o una malattia non dipendente dal football americano. - (PUP) sta per Physically Unable to Perform ed indica la lista dove viene inserito un giocatore mentre è in attesa di recuperare la condizione fisica. Nella stagione regolare dopo la sesta partita giocata dalla propria squadra, il giocatore ha tempo tre settimane per riprendere ad allenarsi, più tre settimane aggiuntive dal suo rientro agli allenamenti per rientrare in prima squadra. |

## Calendario
| Stagione regolare |                    |                         |                    |                    |                          |                    |
| Turno             | Data               | Avversario              | Risultato          | Record             | Stadio                   | Pubblico           |
| 1                 | Settimana di pausa | Settimana di pausa      | Settimana di pausa | Settimana di pausa | Settimana di pausa       | Settimana di pausa |
| 2                 | 10 settembre       | Cleveland Browns        | S 7–24             | 0–1                | Paul Brown Stadium       | 64,006             |
| 3                 | 17 settembre       | at Jacksonville Jaguars | S 0–13             | 0–2                | Alltel Stadium           | 45,653             |
| 4                 | 24 settembre       | at Baltimore Ravens     | S 0–37             | 0–3                | PSINet Stadium           | 68,481             |
| 5                 | 1 ottobre          | Miami Dolphins          | S 16–31            | 0–4                | Paul Brown Stadium       | 61,535             |
| 6                 | 8 ottobre          | Tennessee Titans        | S 14–23            | 0–5                | Paul Brown Stadium       | 63,406             |
| 7                 | 15 ottobre         | at Pittsburgh Steelers  | S 0–15             | 0–6                | Three Rivers Stadium     | 54,328             |
| 8                 | 22 ottobre         | Denver Broncos          | V 31–21            | 1–6                | Paul Brown Stadium       | 61,603             |
| 9                 | 29 ottobre         | at Cleveland Browns     | V 12–3             | 2–6                | Cleveland Browns Stadium | 73,118             |
| 10                | 5 novembre         | Baltimore Ravens        | S 7–27             | 2–7                | Paul Brown Stadium       | 54,759             |
| 11                | 12 novembre        | at Dallas Cowboys       | S 6–23             | 2–8                | Texas Stadium            | 62,170             |
| 12                | 19 novembre        | at New England Patriots | S 13–16            | 2–9                | Foxboro Stadium          | 60,292             |
| 13                | 26 novembre        | Pittsburgh Steelers     | S 28–48            | 2–10               | Paul Brown Stadium       | 63,925             |
| 14                | 3 dicembre         | Arizona Cardinals       | V 24–13            | 3–10               | Paul Brown Stadium       | 50,289             |
| 15                | 10 dicembre        | at Tennessee Titans     | S 3–35             | 3–11               | Adelphia Coliseum        | 68,498             |
| 16                | 17 dicembre        | Jacksonville Jaguars    | V 17–14            | 4–11               | Paul Brown Stadium       | 50,469             |
| 17                | 24 dicembre        | at Philadelphia Eagles  | S 7–16             | 4–12               | Veterans Stadium         | 64,902             |

Note
- Gli avversari della propria division sono in grassetto.

## Classifiche
| AFC Central Division |    |    |   |      |     |     |     |
|                      | V  | S  | P | %    | PF  | PS  | STR |
| (1) Tennessee Titans | 13 | 3  | 0 | .813 | 346 | 191 | V4  |
| (4) Baltimore Ravens | 12 | 4  | 0 | .750 | 333 | 165 | V7  |
| Pittsburgh Steelers  | 9  | 7  | 0 | .563 | 321 | 255 | V2  |
| Jacksonville Jaguars | 7  | 9  | 0 | .438 | 367 | 327 | S2  |
| Cincinnati Bengals   | 4  | 12 | 0 | .250 | 185 | 359 | S1  |
| Cleveland Browns     | 3  | 13 | 0 | .188 | 161 | 419 | S5  |